# Camille Galic
Marie-Luce Wacquez, dite Camille Galic, née le 7 décembre 1940 à Alger, est une journaliste française d'extrême-droite.
Entrée à Rivarol en 1963, elle en est la directrice de la publication de 1983 à 2010.

## Biographie

### Formation
Camille Galic est licenciée ès lettres de l'université d'Alger et titulaire d'un brevet universitaire de serbo-croate.

### L'Algérie française
Guy Birenbaum note qu'elle « s'engage à fond dans la lutte clandestine pour l'Algérie française », en transportant notamment des armes.

### Rivarol
Elle commence à travailler en 1963 à l'hebdomadaire Rivarol parallèlement à ses études, où elle traduit des articles, avant de s'occuper des chroniques judiciaires.
Elle en devient rédactrice en chef adjointe en 1973 et effectue alors des reportages à l'étranger (notamment en Rhodésie et en Albanie) publiés sous divers pseudonymes (Claude Lorne, Warren Hodges, ou Laura Bergamo).
Elle devient directrice de Rivarol et d’Écrits de Paris en 1983, à la mort de Maurice Gaït. 
Elle collabore également à Noir et Blanc, au Crapouillot, au Spectacle du Monde, et travaille à la Société d'études et de relations publiques (SERP) et aux éditions des Tuileries.

Du fait de son soutien à Ordre nouveau (elle prend la parole à sa première réunion, en mai 1970), elle a été accusée par Le Soleil, l'organe de L'Œuvre française, d'être une « juive algérienne » infiltrée dans la « droite nationale ». Elle a pourtant souvent affirmé l'intérêt de Rivarol pour les questions relatives au « révisionnisme », c'est-à-dire à la négation de la Shoah : 

« Rivarol a soutenu le professeur Faurisson dès le début, lorsqu'il exerçait son révisionnisme non pas sur les chambres à gaz mais sur... Lautréamont [...]. Cela dit, nous avons fait du révisionnisme bien avant Robert Faurisson ou Arthur Butz [...]. Nous avons été les seuls, dès 1952, à publier Paul Rassinier. À l'époque il signait dans Rivarol sous le pseudonyme de Belmont. [...]. »

Bien que Camille Galic soit de sensibilité pro-européenne, elle rappelle que l'engagement de Rivarol peut être rapproché de celui de Jean-Marie Le Pen : 

« Pendant très longtemps, j'ai été la seule journaliste présente aux conférences de Jean-Marie Le Pen. […] Tant que Jean-Marie Le Pen se battra pour ses idées, celles-ci coïncidant avec les nôtres, nous le soutiendrons, surtout contre les chacals. »

Elle a fait l'objet de condamnations judiciaires pour racisme. Ainsi, elle est déclarée coupable du délit de « provocation à la haine raciale » en mai 1993, pour un article dans Rivarol titré « Sous la botte des lobbies » qui présentait notamment des Maliens comme « un cancer ». Le 8 novembre 1994, elle est déclarée coupable du délit de « provocation à la discrimination, à la haine, ou à la violence raciale envers la communauté noire », à la suite de la diffusion d'un dessin de la dessinatrice Chard dans Rivarol du 4 mars 1994.

### Retraite
En 2008, elle quitte ses fonctions à la rédaction de Rivarol, gardant celles à la tête de la rédaction des Écrits de Paris. En 2010, elle démissionne, avec Jean-Paul Angelelli, Éric Delcroix et Ghislain de Diesbach, du bureau de l'Association des amis de Rivarol, après que Jérôme Bourbon, rédacteur en chef de l'hebdomadaire, lui a supprimé ses fonctions aux Écrits.
Elle signe ensuite, tous les deux mois, une chronique dans Présent. En 2015, elle participe à la nouvelle formule du « clan de la presse » mise au jour par Martin Peltier dans le Libre journal  qui lui échoit sur Radio Courtoisie après la mort d'Emmanuel Ratier.

## Publications
- Les Médias en servitude, Rueil-Malmaison, Polémia, 2011
- Agatha Christie, Pardès, 2013